# インヴィンシブル級巡洋戦艦
インヴィンシブル級巡洋戦艦(インヴィンシブルきゅうじゅんようせんかん、Invincible class battlecruiser)は、イギリス海軍の巡洋戦艦。本級は、第一海軍卿ジョン・アーバスノット・フィッシャーの提唱する「高速力は最大の防御」をコンセプトにし、戦艦並の攻撃力と巡洋艦並の行動能力を併せ持つ艦として誕生した世界最初の巡洋戦艦である。

## 概要
弩級戦艦「ドレッドノート」の建造と並行して、戦艦と同等の単一口径主砲を備え、かつ速力においてそれを凌駕する大型装甲巡洋艦として計画され、新たに巡洋戦艦（英語を直訳すれば戦闘巡洋艦）という艦種名を与えられた。本級の出現により、従来の装甲巡洋艦は一気に旧式化してしまうこととなった。
本級と「ドレッドノート」を比較すると、主砲こそ2門少ないものの主砲口径は同じで、機関出力は「ドレッドノート」の約1.8倍で速力は4.5ノット優であり、水線部装甲は約55%となり、巡洋戦艦の性格が顕著に現われている。常備排水量は800t近く少ないが逆に全長は12m上回っており高速を出しやすい抵抗の少ない船形であった。

## 艦体

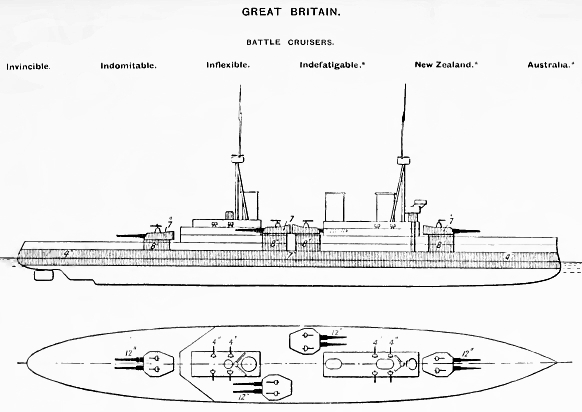
本級の武装・装甲配置を示した図。

船体形状は同時期のイギリス戦艦にもイギリス装甲巡洋艦にも似つかない長船首楼型船体である。艦首から新設計の「Mark X 30.5cm(45口径)砲」を連装砲塔に納め艦首甲板に1基、その背後に司令塔を組み込んだ艦橋を基部にもつ開放型の三脚式前檣が立つ。三脚檣の背後に3本の煙突が立っているが、中央部に主砲塔2基がある関係で1番煙突と2番煙突は接近して立てられ、3番煙突は後檣よりに押しやられていた。艦載艇は甲板の各所に主砲がある関係でスペースが狭められ、1番・2番煙突基部の高所と後檣基部に所狭しと並べられた。2番煙突の背後左右に2番・3番主砲塔が片舷に1基ずつ配置されたが、前後にややずらして配置したために左右方向への全主砲斉射が可能となっていた。舷側主砲塔の背後に3番煙突と後部三脚檣を基部に組み込んだ後部艦載艇置き場があった。艦載艇は2番煙突の左右に付いたクレーン2基と後檣基部に付いたクレーンにより運用された。後部艦載艇置き場から甲板一段分下がって後部甲板上に後ろ向きで4番主砲塔が1基配置された。

## 主砲
主砲は新設計の「Mark X 30.5cm(45口径)砲」を採用している。性能は重量386kgの砲弾を最大仰角13.5度で17,236 mまで届かせることが出来、射程距離9,140mで舷側装甲269mmを貫通する能力を持っていた。この砲を新設計の連装砲塔に収め、俯仰能力は仰角13.5度・俯角3度で、旋回角度は1番・4番砲塔が船体首尾線方向を0度として左右150度の旋回角度を持ち、舷側の2番・3番砲塔は180度の旋回範囲を持っていた。発射速度は毎分1.5発である。

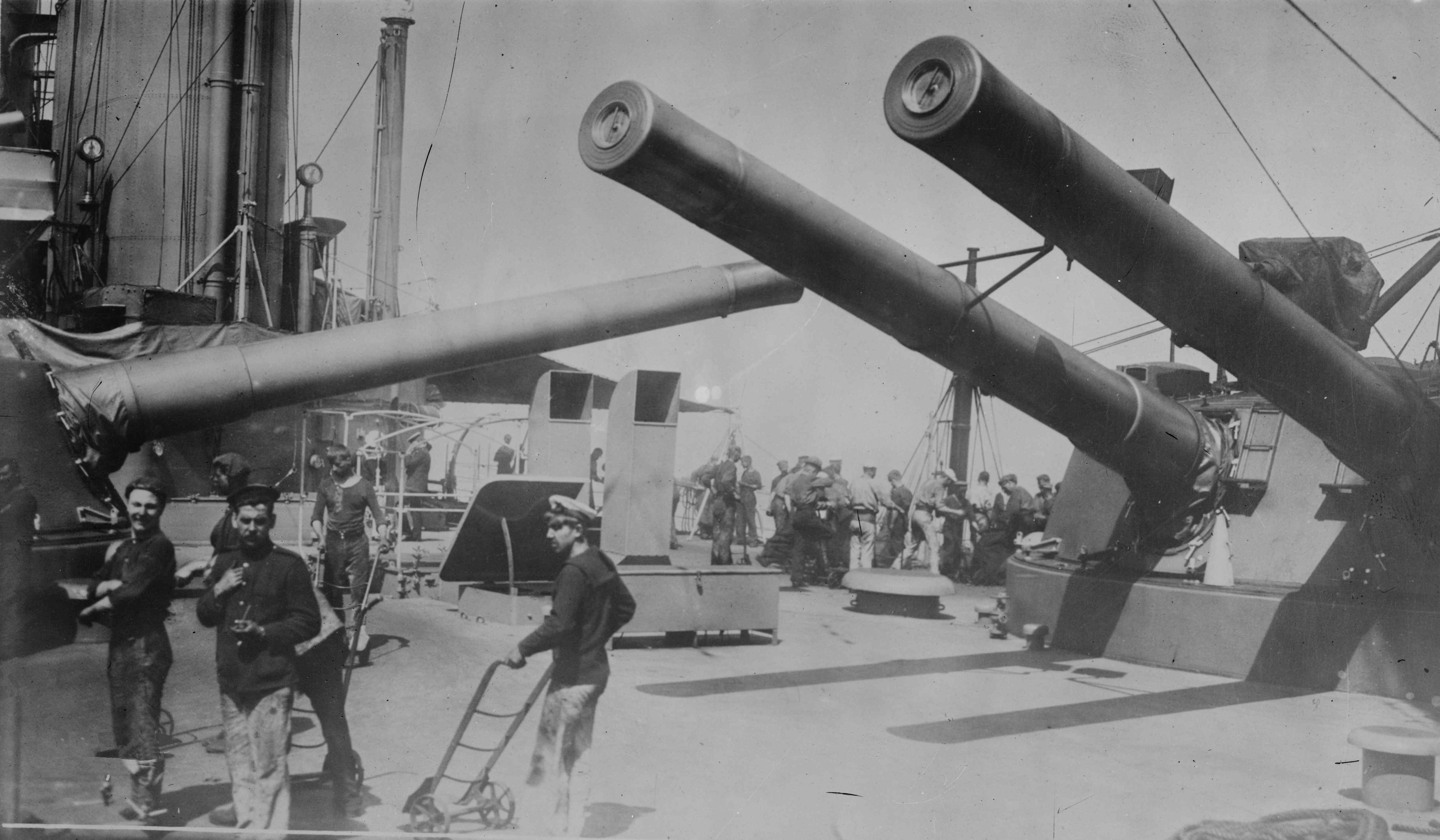
「インドミタブル」の舷側砲塔。このように砲塔を反対側に回せば片舷全力斉射が可能であった

特筆すべきこととして、従来のイギリス戦艦では主砲塔は水圧で動かしていた所を、本級では砲塔の動力は電気であったことである。主砲塔の動力に電気を使用するのはこの当時として珍しいことではなく、フランス海軍では前弩級戦艦の時代から行っておりアメリカ海軍でも主砲塔の動力に電気を使用していたこともあり、イギリス海軍でも遅まきながら導入に至ったのである。砲塔の旋回、砲弾の揚弾・装填、砲身の上下動などは全て従来の水圧式から電動式へと更新された。
しかし、この砲塔は全くの失敗であった。砲身の上下を行う機構は構造が華奢で故障を頻発した。また、電動式砲塔は既存の水圧式砲塔に比べ高価であることを理由としてイギリス海軍では既存艦の電動式への更新は見送り、今後も水圧式を採用し続けることとなった。なお、本級の砲塔も第一次世界大戦前の1914年に水圧式に改造し、戦闘艦として実用として使用できるようになった。以後、イギリス海軍には電動式は鬼門となり新戦艦の時代となっても砲塔動力はおろか戦艦で使用されるあらゆる動力の電動機械の使用は他国に比べ抑えられた。

### 副砲、その他の備砲
副砲は「ドレッドノート」では7.6cm速射砲のみであったが、本級では列強の水雷艇の大型化に伴って副砲の口径は10.2cmへと増加され、新設計の「Mark III 10.2cm(45口径)砲」が採用された。この砲は14.1 kgの砲弾を最大仰角20度で8,780mまで届かせる性能があった。旋回と俯仰と装填は人力で行われ、左右方向に180度旋回でき、俯仰は仰角20度・俯角10度で発射速度は毎分8～10発だった。これを単装砲架で16基16門を搭載した。搭載形式は1番～4番主砲塔上に並列に2基で計8門、前部艦橋の側面に片舷2基計4門、後部見張り所に4基計4門を搭載したが、主砲塔上に配置された副砲は一旦、主砲の発射が始まれば爆風を受けるために艦内に退避せねばならず。実質は上部構造物に配置された8門が頼りとなり、それでさえ前後方向2門、片舷4門で頼りになる火力は既存の装甲巡洋艦よりもむしろ劣っていた。

## 防御
本級の防御能力は既存の装甲巡洋艦よりも劣っており、イギリス海軍最後の装甲巡洋艦である「マイノーター級」にさえ及ばなかった。マイノーター級の防御能力は舷側防御76mm～152mmで水線部は艦の全長をほぼ防御していたのに対し、本級の舷側防御152mmは艦首から4番主砲塔側面で防御範囲が終了しており艦尾は丸裸であった。また、主甲板はマイノーター級は上甲板25mm・主甲板19～25mm・下甲板19～51mmで主防御範囲は最大値で101mmの合計厚があったのに対し、本級の甲板防御は64mmであった。主砲塔防御ではマイノーター級が203mmに対し本級は178mmで劣っていた。なお、司令塔防御はマイノーター級も本級も254mmで互角である。
本級の防御力は、対装甲巡洋艦戦闘においては適当であったと評価できる。フォークランド沖海戦に参加した「インヴィンシブル」は、ドイツのシャルンホルスト級装甲巡洋艦（シャルンホルスト、グナイゼナウ）との戦闘において、23発の命中弾を受けても致命傷に至らなかった。
しかし、対巡洋戦艦戦闘における本級の防御力は不十分であった。「インヴィンシブル」は、ユトランド沖海戦において、ドイツ海軍巡洋戦艦「リュッツオウ」の喫水線下に2発の命中弾を出し、「リュッツオウ」を浸水により艦隊から落伍させた。その代わりに「インヴィンシブル」は「リュッツオウ」、「デアフリンガー」と1対2で戦うことになり、戦艦級の30.5cm砲弾を右舷側主砲塔に受けてしまった。30.5cm砲弾は難なく「インヴィンシブル」の主砲塔装甲を貫き、砲塔内で炸裂した。弾火薬庫が誘爆し、「インヴィンシブル」は船体中央部から真っ二つに折れて轟沈した。
なお、対水雷防御力の判断材料としては、「インフレキシブル」がガリポリの戦いに参戦した際に、オスマン帝国軍が敷設した機雷を艦首右舷側に引っ掛けて触雷し、2,000トンもの大浸水を招いた事案が存在する。

## 機関

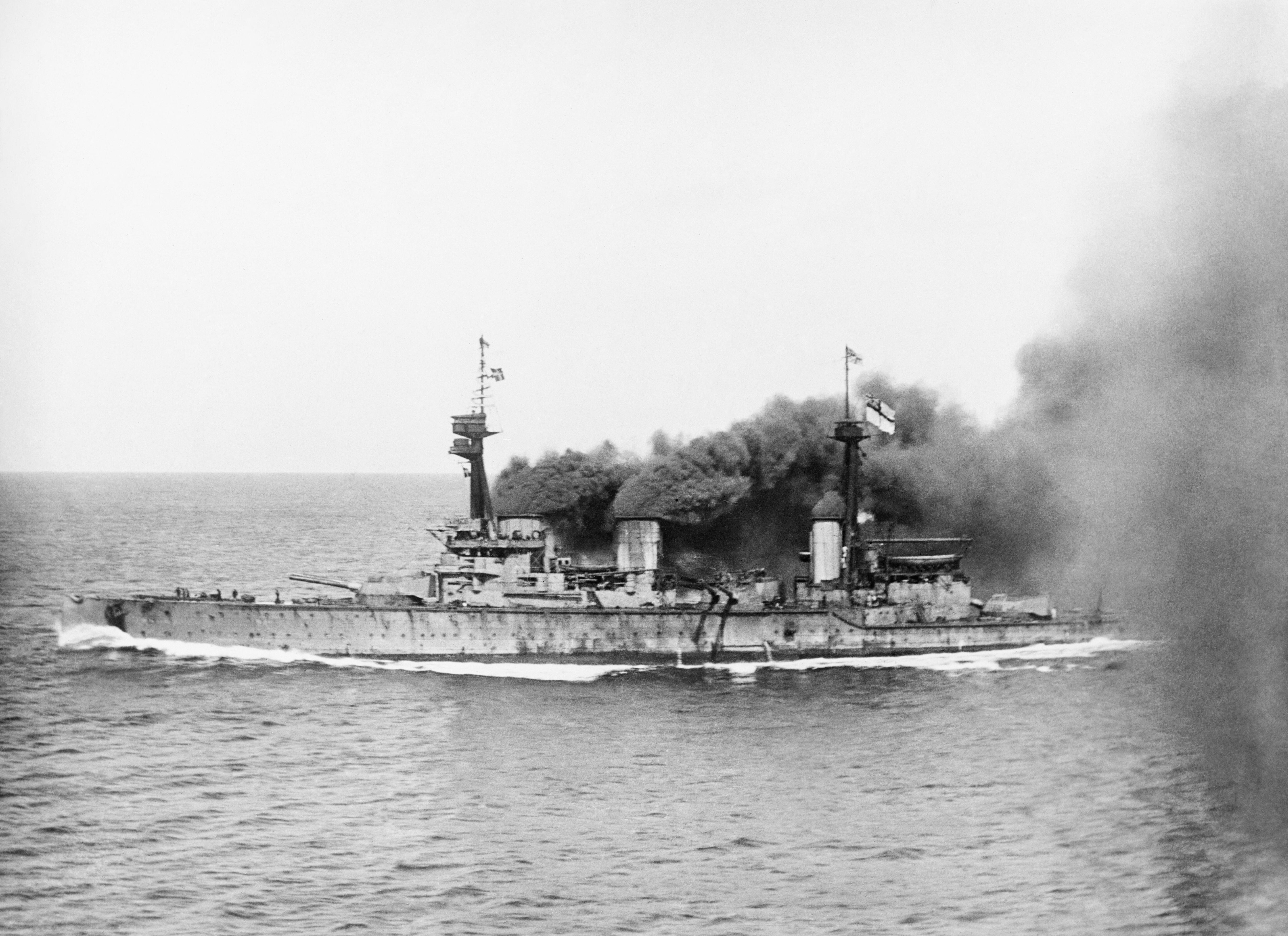
フォークランド沖海戦時の「インヴィンシブル」。急加速を行ったためにもうもうたる煤煙を流している。

本級の機関はヤーロー式石炭・重油混焼水管缶31基であったが、「インドミタブル」のみバブコック・アンド・ウィルコックス式石炭・重油混焼水管缶31基であった。タービン機関は二軸並列型直結タービン2基を採用した。二軸並列型直結タービンとは高速型タービンと低速型タービンを並列に組み合わせた型式のもので、高圧蒸気をまず高速型タービンに使用して弱まった蒸気を低速型タービンに通し再利用する形式のものである。本級では外軸に高速型タービンを、内軸側に低速型タービンを配置しており、低速型タービンには巡航用タービンを接続してあった。この組み合わせで左右に1基ずつ計2基で4軸推進で、最高出力41,000馬力で最高速力25.5ノットを発揮した。本級の機関配置は前述の通り船体中央部に主砲塔2基がある関係で機関室は中央部弾薬庫で前後に二分されており、艦橋直下の前部弾薬庫の背後に第一缶室と第二缶室、中央部弾薬庫を挟んで第三缶室の順番で主ボイラー31基を配置し、第三缶室と後部弾薬庫に挟まれるようにタービン機関4基を並列に配置した機械室の順番で配置した。主機関は弾薬庫に挟まれており、どちらに被弾しても二次被害は必至と言う危険極まりない配置であるが、次級にも引き継がれた。

## 艦歴

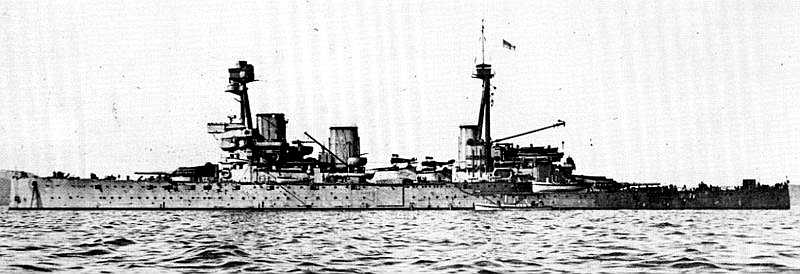
戦訓により改装された「インドミタブル」。三脚檣の上部に射撃指揮所を設け、中央部に艦載機施設を新設している。

同型艦は「インヴィンシブル」、「インドミタブル」、「インフレキシブル」の3隻であり、いずれも1905年計画により1908年に竣工している。

「インヴィンシブル」と「インフレキシブル」はユトランド沖海戦に参加し、「インヴィンシブル」はドイツ巡洋戦艦リュッツオウの砲撃を受けて轟沈した。世界最初の巡洋戦艦が身をもってその脆弱性を明らかにしたことになる。「インドミタブル」と「インフレキシブル」はその後、装甲の追加装備などの対策が施された。2隻とも1921年に解体のため売却されている。

## 参考図書
- ホイト, エドウィン 著、実松譲 訳『壊滅：シュペー艦隊の最後』フジ出版社、1969年。
- 「世界の艦船増刊第22集　近代戦艦史」(海人社)
- 「世界の艦船増刊第83集　近代戦艦史」(海人社)
- 「世界の艦船増刊第30集　イギリス戦艦史」(海人社)